# K-net
K-net是香港一家主要的卡拉OK版權管理公司，成立於2006年，為唱片公司代理旗下歌手卡拉OK歌曲的版權。而K-net亦出租牌照予各卡拉OK、酒吧及酒店等地方，協助香港及澳門第一時間獲得最新最熱而且合法轉播的播放版權。K-net在於維護知識產權，致力打擊侵權行為，以保障整個音樂創作工業享有公平守法的營商環境及持續的發展。
K-net的網站現時已經無效，Facebook自2016年3月亦再無更新。

## 影響
K-net的出現，改變了原來由Neway及加州紅壟斷的情況。由香港音像聯盟創辦會員為全球四大國際唱片公司，包括環球唱片及旗下品牌﹙新藝寶唱片、正東唱片、上華唱片（香港）及寶麗金）、EMI Group Hong Kong Ltd.（註：百代唱片 (香港) ，現時其運作實際由華納唱片（香港）維持，但隨著環球唱片正式收購EMI關係，2013年末起交由環球唱片負責管理）、華納唱片與旗下品牌 — 金牌大風及索尼音樂娛樂香港均先後把其新歌的獨家試唱轉至K-net，而英皇娛樂、及部份小型唱片公司都有給予版權。
而曾經與K-net合作的唱片公司則包括有蜂鳥音樂、寰宇國際、大名娛樂、東亞唱片﹙集團﹚及A Music。
仍然把其新歌的獨家試唱留在Neway的，只有金牌大風、東亞唱片 (集團)及A Music等。直至2008年10月起，K-net授權其代理的歌曲版權予加州紅。唯加州紅於2010年3月被Neway收購，Neway其後把加州紅其下大部份分店結束營業或者改為Neway，致系統更改原故，所有K-net持有的歌曲被刪除。直至2010年12月18日，BMA集團主席羅傑承開設Red Mr卡拉OK開幕，旗下店舖與K-net合作，意味著K-net的歌曲再次出現在大型卡拉OK場所。
值得一提的是，同屬K-net陣營的英皇娛樂並沒有將旗下的新歌試唱權供應給Red Mr，只集中於酒吧及的士高，而英皇娛樂仍然與Neway保持合作關係。
2014年，華納唱片正式收購金牌大風，成為旗下的子公司，並於2014年完成交易；由於現時金牌大風的新歌獨家試唱權仍然留在Neway關係，所以會在交易完成後正式離開Neway，並限隨母公司加盟K-net及其合作伙伴Red Mr，並於翌年正式加盟。

## 目前向K-net提供新歌試唱的唱片公司
- 環球唱片
  - 新藝寶唱片
  - 正東唱片
  - 上華唱片 (香港)
  - 寶麗金唱片
  - 百代唱片
- 華納唱片﹙K-net、Red Mr、Neway共同提供﹚
  - 金牌大風﹙即將加盟K-net﹚
- 索尼音樂娛樂 (香港)﹙K-net、Red Mr、Neway共同提供﹚
  - 杰威爾音樂
- CMD
- 輝皇娛樂
- 英皇娛樂﹙K-net、Neway共同提供﹚